# Copa de Alemania 1956
La Copa de Alemania 1956 fue la 13.ª edición del torneo de copa anual de fútbol de Alemania Federal que se jugó del 29 de abril al 5 de agosto de 1956 y que contó con la participación de 5 equipos.
El campeón defensor Karlsruher SC venció al Hamburger SV en la final jugada en el Wildparkstadion para ser campeón por segunda ocasión consecutiva.

## Ronda de Clasificación
| Equipo 1     | Resultado | Equipo 2     |
| ------------ | --------- | ------------ |
| Spandauer SV | 0-1       | FK Pirmasens |

## Semifinales
| Equipo 1           | Resultado | Equipo 2      |
| ------------------ | --------- | ------------- |
| Fortuna Dusseldorf | 1-2       | Hamburger SV  |
| FK Pirmasens       | 0-1       | Karlsruher SC |

### Final
| 5 de agosto de 1956 | Karlsruher SC              | 3–1     | Hamburger SV | Wildparkstadion, Karlsruhe                        |                                                   |
|                     | Termath 40' 63' · Kohn 87' | Reporte | Seeler 16'   | Asistencia: 25 000 espectadores Árbitro(s): Loser | Asistencia: 25 000 espectadores Árbitro(s): Loser |

| Karlsruher SC | Hamburger SV |

| ARQ          |  | Rudi Fischer        |
| DEF          |  | Werner Hesse        |
| DEF          |  | Walter Baureis      |
| MED          |  | Heinz Ruppenstein   |
| MED          |  | Siegfried Geesemann |
| MED          |  | Gerhard Siedl       |
| DEL          |  | Oswald Traub        |
| DEL          |  | Kurt Sommerlatt     |
| DEL          |  | Antoine Kohn        |
| DEL          |  | Heinz Beck          |
| DEL          |  | Bernhard Termath    |
| Entrenador:  |  |                     |
| Ludwig Janda |  |                     |

| ARQ                          |  | Horst Schnoor      |
| DEF                          |  | Franz Klepatz      |
| DEF                          |  | Walter Schemel     |
| MED                          |  | Jochenfritz Meinke |
| MED                          |  | Josef Posipal      |
| MED                          |  | Heinz Liese        |
| DEL                          |  | Gerhard Krug       |
| DEL                          |  | Klaus Stürmer      |
| DEL                          |  | Uwe Seeler         |
| DEL                          |  | Günter Schlegel    |
| DEL                          |  | Uwe Reuter         |
| Entrenadores:                |  |                    |
| Günter Mahlmann Martin Wilke |  |                    |